# حارة الخطائر (صنعاء)
حارة الخطائر هي إحدى حارات حي معين بمديرية معين إحد مديريات العاصمة اليمنية صنعاء، بلغ تعداد سكانها 2747 نسمة حسب تعداد اليمن لعام 2004.